# Budyłów (gmina)
Budyłów – dawna gmina wiejska w powiecie brzeżańskim województwa tarnopolskiego II Rzeczypospolitej. Siedzibą gminy były Budyłów.
Gminę utworzono 1 sierpnia 1934 r. w ramach reformy na podstawie ustawy scaleniowej z dotychczasowych gmin wiejskich: Budyłów, Jakóbowce, Kaplińce, Medowa, Olesin, Płotycza, Taurów i Wymysłówka.
W marcu 1937 przyznano obywatelstwo honorowe gminy Marszałkowi Edwardowi Śmigłemu-Rydzowi.
Po II wojnie światowej obszar gminy znalazł się w ZSRR.